# نیکلاس گوسدف
نیکلاس گوسدف (انگلیسی: Nikolas Gvosdev؛ زادهٔ ۱۱ سپتامبر ۱۹۶۹) کارشناس سیاسی، و روزنامه‌نگار اهل ایالات متحده آمریکا است.
وی همچنین برندهٔ جوایزی همچون بورسیه رودز شده‌است.